# Modell der inneren Familiensysteme
Das Modell der inneren Familiensysteme (IFS) ist ein integrativer Ansatz der individuellen Psychotherapie, der in den 1980er Jahren von Richard C. Schwartz entwickelt wurde. Es kombiniert Systemdenken mit der Ansicht, dass die Psyche aus verschiedenen Unterpersönlichkeiten besteht, von denen jede ihre eigene Perspektive und Qualität hat. IFS wendet die systemische Sichtweise der Familientherapie an, um zu verstehen, wie diese Subpersönlichkeiten organisiert sind und miteinander interagieren.

## Teile
IFS geht davon aus, dass die Psyche aus mehreren Teilen besteht, denen das Kern-Selbst oder wahre Selbst der Person zugrunde liegt. Wie Mitglieder einer Familie können die inneren Teile eines Menschen extreme Rollen oder Subpersönlichkeiten annehmen. Jeder Teil hat seine eigene Perspektive, Interessen, Erinnerungen und Sichtweisen. Ein Grundprinzip von IFS ist, dass jeder Teil gute Absichten hat, auch wenn seine Handlungen kontraproduktiv sind und/oder Funktionsstörungen verursachen. Es besteht keine Notwendigkeit, Teile zu bekämpfen, zu bezwingen oder loszuwerden. Die IFS-Methode fördert die innere Verbindung und Harmonie, um die Psyche wieder ins Gleichgewicht zu bringen.
Die IFS-Therapie zielt darauf ab, verletzte Anteile zu heilen und das geistige Gleichgewicht wiederherzustellen. Der erste Schritt besteht darin, Zugang zum Kern-Selbst zu bekommen und von dort aus die verschiedenen Teile zu verstehen, um sie zu heilen.
Im IFS-Modell gibt es hauptsächlich drei Arten von Teilen:
1. Verbannte stehen für seelische Verletzungen oder Traumata, oft aus der Kindheit, und sie tragen Schmerz und Angst in sich. Verbannte können von den anderen Teilen isoliert werden und das System polarisieren. Manager und Feuerbekämpfer versuchen, das Bewusstsein einer Person zu schützen, indem sie verhindern, dass der Schmerz der Verbannten ins Bewusstsein gelangt.[5]
2. Manager übernehmen eine vorbeugende und schützende Rolle. Sie beeinflussen die Art und Weise, wie eine Person mit der Außenwelt interagiert, schützen die Person vor Schaden und verhindern, dass schmerzhafte oder traumatische Erfahrungen die bewusste Wahrnehmung der Person überfluten.
3. Feuerbekämpfer werden aktiv, wenn Verbannte ausbrechen und Aufmerksamkeit fordern. Sie lenken die Aufmerksamkeit von der Verletzung und Scham des Verbannten ab, was zu impulsivem und/oder unangemessenem Verhalten wie übermäßigem Essen, Drogenkonsum oder Gewalt führen kann. Sie können eine Person auch von Schmerzen ablenken, indem sie den Fokus stark auf weniger auffällige Aktivitäten wie exzessives Arbeiten oder übermäßige Medikamenteneinnahme richten.

## Das innere System
IFS fokussiert auf die Beziehungen zwischen Teilen und dem Kern-Selbst. Das Ziel der Therapie besteht darin, eine kooperative und vertrauensvolle Beziehung zwischen dem Selbst und jedem der Teile herzustellen.
Es gibt hauptsächlich drei Arten von Beziehungen zwischen Teilen: Schutz, Polarisierung und Allianz.
1. Schutz wird von Managern und Feuerbekämpfern gewährt. Ihr Ziel ist es, Verbannte vor Schaden zu bewahren und die Person vor dem Schmerz des Verbannten zu schützen.
2. Polarisierung findet zwischen zwei Teilen statt, die gegeneinander kämpfen, um zu bestimmen, wie sich eine Person in einer bestimmten Situation fühlt oder verhält. Jeder Teil glaubt, dass er so handeln muss, wie er es tut, um dem extremen Verhalten des anderen Teils entgegenzuwirken. IFS verfügt über eine Methode zum Arbeiten mit polarisierten Teilen.
3. Allianz entsteht zwischen zwei verschiedenen Teilen, wenn sie zusammenarbeiten, um dasselbe Ziel zu erreichen.

## Die Methode der IFS
IFS-Praktiker berichten über eine klar definierte therapeutische Methode für die Einzeltherapie, die auf den folgenden Prinzipien basiert. In dieser Beschreibung bezieht sich der Begriff „Beschützer“ entweder auf einen Manager oder einen Feuerbekämpfer.
- Teile in extremen Rollen tragen „Lasten“ mit sich, bei denen es sich um schmerzhafte Emotionen oder negative Überzeugungen handelt, die sie aufgrund früherer verletzender Erfahrungen, oft in der Kindheit, angenommen haben. Diese Lasten sind dem Teil nicht wesenseigen und können daher durch die IFS-Therapie gelöst oder „entlastet“ werden, so dass der Teil seine natürliche, gesunde Rolle übernehmen kann.
- Das Selbst ist der Vermittler der psychologischen Heilung. Therapeuten helfen ihren Klienten, Zugang zu ihrem Selbst zu finden und beizubehalten, und geben ihnen dabei Anleitung.
- Beschützer können ihre Schutzfunktion normalerweise nicht aufgeben und ihren Fokus ändern, bis die Verbannten, die sie beschützen, entlastet sind.
- Es wird kein Versuch unternommen, mit Verbannten zusammenzuarbeiten, bis der Klient die Erlaubnis ihrer Beschützer eingeholt hat. Dies führt dazu, dass die Methode relativ sicher sein soll, auch wenn mit traumatisierten Teilen gearbeitet wird.
- Das Selbst ist der natürliche Leiter des inneren Systems. Aufgrund vergangener verletzender Ereignisse oder Beziehungen haben jedoch Beschützer eingegriffen und für das Selbst die Leitung übernommen. Ein Beschützer nach dem anderen wird aktiviert und übernimmt die Führung, was zu dysfunktionalem Verhalten führt. Außerdem geraten Beschützer häufig untereinander in Konflikt, was zu innerem Chaos oder Stagnation führt. Das Ziel besteht darin, dass die Beschützer dem Selbst vertrauen und ihm erlauben, das System zu leiten und unter seiner Führung innere Harmonie zu schaffen.

Der erste Schritt besteht darin, dem Klienten zu helfen, Zugang zum Selbst zu finden. Als Nächstes lernt das Selbst den/die Beschützer und seine guten Absichten kennen und entwickelt eine vertrauensvolle Beziehung zu ihm. Dann nimmt der Klient mit der Erlaubnis des Beschützers Kontakt mit dem/den Verbannten auf, um den Kindheitsvorfall oder die Kindheitsbeziehung aufzudecken, die die Ursache für die Last(en) ist, die er mit sich trägt. Der Verbannte wird aus der vergangenen Situation herausgeholt und angeleitet, seine Lasten loszulassen. Schließlich kann der Beschützer seine schützende Rolle aufgeben und eine gesunde übernehmen.

## Kritik
Die Therapeuten Sharon A. Deacon und Jonathan C. Davis zogen in Betracht, dass die Arbeit mit den eigenen Teilen „für Klienten emotional und angstauslösend sein kann“ und dass IFS bei wahnhaften, paranoiden oder schizophrenen Klienten
möglicherweise nicht gut funktioniert, da diese eventuell nicht in der Realität verankert sind und die Idee der „Teile“ falsch anwenden könnten. Für diese Bedenken gibt es jedoch keine Beweise.

## Weiterführende Literatur
- Richard C. Schwartz: Mutige Liebe: Beziehungen verstehen und gestalten mit dem IFS-Modell - Aktualisierte Neuausgabe. Kösel, München 2025, ISBN 978-3-466-34835-0 (Originaltitel: You are the one you've been waiting for. 2008.).
- Richard C. Schwartz, Frank G. Anderson, Martha Sweezy: Therapeutische Arbeit im System der Inneren Familie: ein Skills-Training. Traumabewußte Behandlung von Angst, Depression, PTBS und Substanzmißbrauch. Probst, Lichtenau 2018, ISBN 978-3-944476-28-5 (Originaltitel: Internal family systems skills training manual. 2017.).
- Lisa Spiegel: Die systemische Therapie mit der inneren Familie mit Kindern. Arbor, Freiburg 2020, ISBN 978-3-86781-261-0 (Originaltitel: Internal family systems therapy with children. 2017.).
- Richard C. Schwartz: Das System der Inneren Familie: Einführung in die IFS-Therapie. Ein Weg zu mehr Selbstführung. Kösel, München 2024, ISBN 978-3-466-34816-9 (Originaltitel: Introduction to Internal Family Systems. 2019.).
- Richard C. Schwartz, Martha Sweezy: Systemische Therapie mit der inneren Familie. Vollständig überarbeitete und erweiterte Auflage. Klett-Cotta, Stuttgart 2021, ISBN 978-3-608-89267-3 (Originaltitel: Internal family systems therapy. Second edition. 2020.).
- Richard C. Schwartz: Kein Teil von mir ist schlecht: mit dem Modell des inneren Familiensystems Trauma heilen und zur Ganzheit zurückfinden. Arbor, Freiburg 2022, ISBN 978-3-86781-367-9 (Originaltitel: No bad parts. 2021.).
- Frank G. Anderson: Traumata überwinden mit der IFS-Therapie: komplexe PTBS und ihre Behandlung im System der Inneren Familie. Probst, Lichtenau 2022, ISBN 978-3-944476-45-2 (Originaltitel: Transcending trauma: healing complex PTSD with internal family systems. 2021.).